# Centro Nacional de Educación Sexual

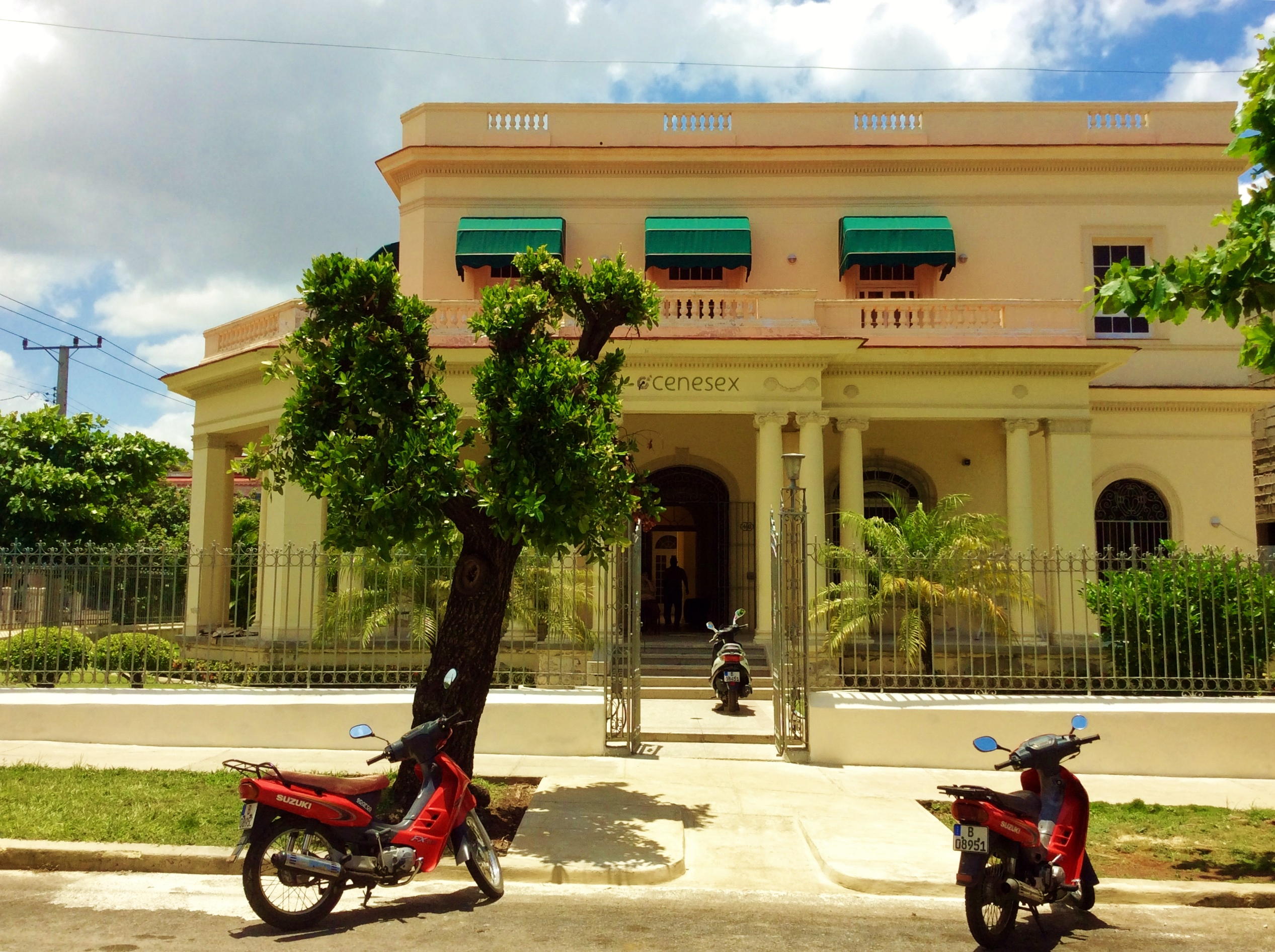
Das CENESEX-Gebäude.

Das Centro Nacional de Educación Sexual (CENESEX; span. für Nationales Zentrum für Sexualaufklärung) ist eine von der Regierung geförderte Einrichtung in Kuba. Das Zentrum ist bekannt dafür, Toleranz gegenüber schwul-lesbischen, bi- und transgeschlechtlichen Themen auf der Insel zu fördern. Die Direktorin dieses Zentrums, Mariela Castro, ist die Tochter des ehemaligen kubanischen Staatschefs Raúl Castro, des Bruders von Fidel Castro.

## Das Zentrum
Ziel und Aufgabe von CENESEX ist die Mitarbeit an „der Entwicklung der Kultur der Sexualität des Menschen als vollkommen, angenehm und verantwortungsbewusst sowie die Förderung sämtlicher sexuellen Rechte.“ CENESEX spielt eine entscheidende Rolle in der Aufklärung hinsichtlich Empfängnisverhütung und AIDS. Das Zentrum ging 1989 aus der 1977 gegründeten Nationalen Arbeitsgruppe für Sexualerziehung (GNTES) bei der Ständigen Kommission der Nationalversammlung zur Betreuung der Kinder, Jugendlichen und für die Gleichberechtigung der Frau hervor, die von der Deutschen Monika Krause im Auftrag von Vilma Espín geleitet wurde, der Präsidentin des staatlichen Frauenverbands FMC, Ehefrau von Raúl Castro und Mutter der heutigen, seit 2000 amtierenden CENESEX-Direktorin. Monika Krause führte die Arbeitsgruppe und anschließend das Zentrum bis 1990, als sie Kuba verließ und nach Deutschland zurückkehrte. Schwerpunkt der Arbeit der GNTES war grundlegende Sexualaufklärung, vor allem zur Empfängnisverhütung angesichts eines sehr hohen Anteils an Teenagerschwangerschaften. Das GNTES verbreitete ab 1979 sechs spanische Übersetzungen ostdeutscher Aufklärungsbücher und sendete auch im Hörfunk und Fernsehen zahlreiche Beiträge zur allgemeinen Sexualerziehung. Seit den 1990er Jahren verlegte sich der Schwerpunkt der Arbeit des CENESEX zur gesellschaftlichen Akzeptanz sexueller Vielfalt.

## Kostenlose Geschlechtsangleichung
CENESEX war entschiedener Befürworter für ein Gesetz, das es Transgeschlechtlichen ermöglicht, eine kostenlose geschlechtsangleichende Operation und eine entsprechende Hormonersatztherapie zu bekommen. Außerdem sollen ihnen Personaldokumente entsprechend ihrem neuen Geschlecht ausgestellt werden.
Ein erster Gesetzesvorschlag wurde im Jahr 2005 beim kubanischen Parlament eingereicht. Es soll Kuba zu liberalsten Nation ganz Lateinamerikas in Geschlechtsangelegenheiten machen. Im Juni 2008 wurde das Gesetz dann vom Parlament beschlossen.